# Усть-Шлык
Усть-Шлык — деревня в Бардымском районе Пермского края при впадении реки Шлыки в  Ашап. Входит в состав Новоашапского сельского поселения.
По результатам переписи 2010 года численность населения составила 47 человек, в том числе 24 мужчины и 23 женщины.
В 2005 году численность населения составляла 50 человек.
Находится примерно в 22 км к югу от центра села Барда.